# Policordia insculpta
Policordia insculpta är en musselart som först beskrevs av John Gwyn Jeffreys 1881.  Policordia insculpta ingår i släktet Policordia och familjen Verticordiidae. Inga underarter finns listade i Catalogue of Life.